# باگرات آلکیان (پزشک)
باگرات گغامی آلکیان (ارمنی: Բագրատ Գեղամի Ալեքյան؛  زادهٔ ۱۵ آوریل ۱۹۵۱) پزشک، جراح اهل ارمنستان است.

## زندگی‌نامه
وی در ۱۵ آوریل ۱۹۵۱ در ایروان به دنیا آمد و از دانشگاه پزشکی دولتی ایروان (۱۹۷۴) فارغ‌التحصیل گشت. گغام آلکیان پدر وی بود. همچنین برندهٔ جوایزی همچون مدال مخیتار هراتسی (۲۰۰۳) نشان دوستی، نشان افتخار فدراسیون روسیه، مدال بزرگداشت ۸۵۰مین سالگرد مسکو (۱۹۹۷) و جایزه علمی و فنی دولتی روسیه شده است.

## یادداشت
1. ↑  բժշկական գիտությունների դոկտոր
2. ↑  Մոսկվայի Ի. Սեչենովի անվան առաջին պետական բժշկական համալսարան
3. ↑  «Մոսկվայի 850-ամյակի հիշատակի» մեդալ
4. ↑  Ռուսաստանի կառավարության գիտության և տեխնիկայի ոլորտներում մրցանակ